# Championnat de Belgique féminin de handball de deuxième division 2020-2021
Navigation
2019-2020 2021-2022
La saison 2020-2021 du Championnat de Belgique féminin de handball de deuxième division est la 41e saison du Championnat de Belgique féminin de handball de deuxième division, la deuxième plus haute division belge de handball.
Le 15 décembre 2020, l'URBH annonce que la saison 2020-2021 sera une saison blanche : il n'y aura pas de titres de champions décernés, ni de montants ni de descendants.

## Participants
| Club                    | Classement 2019/20 | Localisation      | Entraîneur | Salle | Capacité |
| ----------------------- | ------------------ | ----------------- | ---------- | ----- | -------- |
| DHC Meeuwen             | 3e                 | Meeuwen-Gruitrode | ?          | ?     | ?        |
| HC Sprimont             | 4e                 | Sprimont          | ?          | ?     | ?        |
| GBSK Handball           | 8e                 | Grand-Bigard      | ?          | ?     | ?        |
| HC Atomix               | 9e                 | Haacht            | ?          | ?     | ?        |
| Brussels HC             | 10e                | Nossegem          | ?          | ?     | ?        |
| Union Beynoise Handball | 12e                | Beyne-Heusay      | ?          | ?     | ?        |
| United Brussels HC      | 1er de D1 LFH      | Bruxelles         | ?          | ?     | ?        |
| Brasschaat HC           | 1er de Superliga   | Brasschaat        | ?          | ?     | ?        |
| ROC Flémalle            | 2e de D1 LFH       | Flémalle          | ?          | ?     | ?        |
| Entente du Centre CLH   | 3e de D1 LFH       | Bellecourt        | ?          | ?     | ?        |
| Sporting Pelt           | 6e de Superliga    | Neerpelt          | ?          | ?     | ?        |
| HBC Evergem             | ?e de Superliga    | Evergem           | ?          | ?     | ?        |

## Saison régulière

### Classement
|    | Équipe                  | Pts | J | G | N | P | Bp | Bc | Diff | Dép |
| -- | ----------------------- | --- | - | - | - | - | -- | -- | ---- | --- |
| 1  | DHC Meeuwen             | 0   | 0 | 0 | 0 | 0 | 0  | 0  |      | -   |
| 2  | HC Sprimont             | 0   | 0 | 0 | 0 | 0 | 0  | 0  |      | -   |
| 3  | GBSK Handball           | 0   | 0 | 0 | 0 | 0 | 0  | 0  |      | -   |
| 4  | HC Atomix               | 0   | 0 | 0 | 0 | 0 | 0  | 0  |      | -   |
| 5  | Brussels HC             | 0   | 0 | 0 | 0 | 0 | 0  | 0  |      | -   |
| 6  | Union Beynoise Handball | 0   | 0 | 0 | 0 | 0 | 0  | 0  |      | -   |
| 7  | United Brussels HC P    | 0   | 0 | 0 | 0 | 0 | 0  | 0  |      | -   |
| 8  | Brasschaat HC P         | 0   | 0 | 0 | 0 | 0 | 0  | 0  |      | -   |
| 9  | ROC Flémalle P          | 0   | 0 | 0 | 0 | 0 | 0  | 0  |      | -   |
| 10 | Entente du Centre CLH P | 0   | 0 | 0 | 0 | 0 | 0  | 0  |      | -   |
| 11 | Sporting Pelt P         | 0   | 0 | 0 | 0 | 0 | 0  | 0  |      | -   |
| 12 | HBC Evergem P           | 0   | 0 | 0 | 0 | 0 | 0  | 0  |      | -   |

|   | Champion de Belgique de D2 2021 et promu en Division 1 |
|   | Relégué                                                |
| T | Tenant du titre 2019-2020                              |
| F | Finaliste du 2019-2020                                 |
| P | Promu                                                  |
| C | Vainqueur de la Coupe de Belgique 2020-2021            |

### Champion
| Champion de Belgique de D2 2020-2021 aucun |